# Salacia variabilis
Salacia variabilis is een hydroïdpoliep uit de familie Sertulariidae. De poliep komt uit het geslacht Salacia. Salacia variabilis werd in 1890 voor het eerst wetenschappelijk beschreven door Marktanner-Turneretscher. 